# Bulbophyllum obtusangulum
Bulbophyllum obtusangulum là một loài thực vật có hoa trong họ Lan. Loài này được Z.H. Tsi mô tả khoa học đầu tiên năm 1995.